# Verrie
Verrie ist eine französische Gemeinde mit 459 Einwohnern (Stand: 1. Januar 2022) im Département Maine-et-Loire in der Region Pays de la Loire. Sie gehört zum Arrondissement Saumur und zum Kanton Saumur. Die Einwohner werden Verrinois genannt.

## Geographie
Verrie liegt etwa sieben Kilometer westlich des Stadtzentrums von Saumur in der Landschaft Saumurois. Umgeben wird Verrie von den Nachbargemeinden Saumur im Osten und Nordosten, Rou-Marson im Osten und Südosten, Les Ulmes im Süden, Doué-en-Anjou im Südwesten, Dénezé-sous-Doué im Westen und Südwesten sowie Gennes-Val-de-Loire im Norden.

## Bevölkerungsentwicklung
| Jahr                       | 1962 | 1968 | 1975 | 1982 | 1990 | 1999 | 2006 | 2018 |
| Einwohner                  | 217  | 211  | 236  | 319  | 369  | 388  | 416  | 478  |
| Quellen: Cassini und INSEE |      |      |      |      |      |      |      |      |

## Sehenswürdigkeiten

Kirche Saint-André

- Kirche Saint-André

## Weinbau
Die Rebflächen in der Gemeinde sind Teil des Weinbaugebietes Anjou.